# Mireille Enos
Mireille Enos Ruck (Kansas City, Misuri, 22 de septiembre de 1975) es una actriz estadounidense conocida por su papel de las gemelas Kathy y JoDean Marquart en la serie de la HBO Big Love (2007-2010) y de Sarah Linden en la serie de la AMC The Killing (2011).

## Vida personal
Enos nació en Kansas City, Misuri. Asistió a la High School for the Performing and Visual Arts de Houston, Texas.
Estudió en la Brigham Young University. Fue educada en la Iglesia de Jesucristo de los Santos de los Últimos Días, aunque se declara no practicante. Según una entrevista con The Daily Record, sus antepasados proceden de Escocia.
Enos se casó con el actor Alan Ruck en enero de 2008, con quien tuvo dos hijos. Su hija Vesper Vivianne Ruck nació el 23 de septiembre de 2010, y su hijo Larkin Zouey Ruck, el 23 de julio de 2014.

## Carrera
Enos fue nominada a un Tony Award (Mejor actriz) en 2005 por su actuación en la obra ¿Quién teme a Virginia Woolf? representada en Broadway
También apareció en varias producciones para la televisión, destacando su interpretación de las dos hermanas gemelas Kathy y Jodeen Marquart, para el drama de la HBO Big Love. Su primer papel protagonista lo alcanzó con la serie de la AMC The Killing que se estrenó el 3 de abril de 2011, y que le valió una nominación a los premios Emmy y una nominación a los Critics' Choice Award.
Enos interpretó a Karin Lane, la esposa de Gerry Lane (Brad Pitt), en la película de suspense zombi World War Z en 2013 y apareció en la película basada en hechos reales Devil's Knot. En 2014 apareció en la película de Atom Egoyan The Captive y en la de RJ Cutler If I Stay.

## Filmografía

### Televisión
- 1994 : Without Consent: Naomi
- 1996 : Face  of Evil: Brianne Dwyer
- 1999 : Sex and the City (1 episodio): Jenna
- 2001 : The Education of Max Bickford (2 episodios): Carla Byrd
- 2003 : Doctoras de Philadelphia (1 episodio): Fern
- 2004 : Rescue Me (1 episodio): Karen
- 2006 : Sin rastro (1 episodio): Jessica Lawson
- 2006 : Standoff : Los negociadores (1 episodio): Dana
- 2006 : Shark (1 episodio): Chloe Gorman
- 2007 : Crossing Jordan (1 episodio): Sandy Walsh
- 2007 – 2010 : Big Love (24 episodios): Jodeen Marquart et Kathy Marquart
- 2008 : Numbers (1 episodio): Grace Ferraro
- 2008 : CSI: Miami (1 episodio): Lucy Maddox
- 2008 : Médium (1 episodio): Kelly Winters
- 2009 : Ley y orden, acción criminal (1 episodio): Julianna Morgan
- 2010 : American Experience (1 episodio): Grand Niece
- 2011 - 2014 : The Killing (44 episodios): Sarah Linden
- 2016 : The Catch: Alice Vaughan
- 2019 - 2021 : Hanna (22 capítulos): Marissa Wiegler
- 2019 : Good Omens (3 episodios): Guerra (personaje)

### Cine
- 2001 : Siempre a tu lado: Entrenadora de yoga
- 2006 : Falling Objects (corto): Isobel Walker
- 2013 : The Gangster Squad, brigada de élite de Ruben Fleischer:  Connie O'Mara
- 2013 : World War Z (Guerra Mundial Z): Karen Lane
- 2013 : Devil's Knot: Vicki Hutcherson
- 2014 : Sabotage: Lizzy
- 2014 : The Captive: Tina
- 2014 : If I Stay: Kat Hall
- 2018 : Don't Worry, He Won't Get Far on Foot: Madre fantasma de John
- 2023 : Miranda's Victim: Zeola[8]